# Acacia stephaniana
Acacia stephaniana é uma espécie de leguminosa do gênero Acacia, pertencente à família Fabaceae.